# 777town.net
777town.net(일본어: スリーセブンタウンドットネット 스리세분타운돗토넷토[*], 스리세븐타운닷넷)은 새미 주식회사의 관련 회사인 새미 네트웍스가 운영하는 (새미의 직영이 아닌), 온라인으로 파치슬로 · 파친코 앱을 유기할 수 있는 가상 도시형 게임 사이트이다.